# آی‌اچ‌اس مارکیت
آی‌اچ‌اس مارکیت (انگلیسی: IHS Markit) شرکت خدمات اطلاعات بریتانیایی_آمریکایی است، که در سال ۲۰۱۶ از ادغام شرکت آمریکایی؛ آی‌اچ‌اس با شرکت بریتانیایی؛ مارکیت تأسیس شد. دفتر مرکزی این شرکت در شهر لندن قرار دارد و بخشی از سهام آن در بازار بورس نیویورک معامله می‌شود.